# Suzanne Sens
Pour les articles homonymes, voir Sens.
Suzanne Sens (née le 15 septembre 1930 au Genest (Mayenne) et morte le 13 février 2023 à Bonchamp-lès-Laval,,) est une femme de lettres française.

## Biographie
Suzanne Sens a été institutrice dans plusieurs villages de la campagne mayennaise, puis à Laval. Autrice de livres pour la jeunesse, elle a également publié des romans, des biographies et des études d'histoire locale. Elle s'est par ailleurs consacrée à des ateliers d'écriture à Laval. Elle a été élue à l'Académie du Maine en 2000,.

## Œuvres
Fiction
- Le Secret de madame Miesko, Éditions Siloë[6]
- Un drame sous l'Empire, Éditions Milan
- Je suis Mozart, Éditions Belfond
- Le Chouan de Mortefontaine, Éditions Siloë
- L'Été dans la Tourmente, Éditions Milan
- Les Compagnons, École des Loisirs
- Les Forgerons de la Malterre, Éditions Rouge et Or
- Les Contrebandiers du Sel, Éditions Siloë
- Fils de Métèque, Éditions Rouge et Or
- Mémoires d'Hubert, écuyer de Janville, Éditions Milan
- Le Chant du Cygne, Éditions du Petit Pavé
- Légendes et histoires vraies dans le Maine, Éditions du Petit Pavé

Histoire
- Les Parlers du Maine, dictionnaire patoisant écrit avec Françoise Vallès, Éditions du Petit Pavé
- Voyage à travers l'histoire de la Mayenne, Éditions Hérault
- L'histoire de la Mayenne racontée aux enfants, Éditions du Petit Pavé

Biographies
- Alain Gerbault, Laval, Éditions Siloë, 1993  (ISBN 2-908924-43-9)
- La Fontaine, Paris, Éditions Duculot, coll. « Biographies Travelling », 1980
- Chopin, Paris, Éditions Duculot, coll. « Biographies Travelling », 1981  (ISBN 2-8011-0374-8)
- Découverte d'Érik Satie, Éditions Hérault, 1988

Autobiographie
- Se réveiller au souffle du printemps, Laval, Editions Nepsis-pare, octobre 2018  (ISBN 978-2-490527-02-1)